# Ulugʻbek Alimov
Ulugʻbek Abdumajitovich Alimov (ur. 6 kwietnia 1989) – uzbecki sztangista, brązowy medalista mistrzostw świata. 

## Kariera
Pierwszy sukces w karierze osiągnął w 2009 roku, kiedy podczas mistrzostw świata juniorów w Bukareszcie zdobył srebrny medal w wadze średniej (do 77 kg). W 2013 roku zdobył srebro na uniwersjadzie w Kazaniu oraz zajął trzecie miejsce podczas mistrzostw świata we Wrocławiu, gdzie wyprzedzili go tylko Chińczyk Lü Xiaojun i Kim Kwang-song z Korei Północnej. Na rozgrywanych rok później igrzyskach azjatyckich w Incheon zdobył brązowy medal w wadze lekkociężkiej (do 85 kg). Jest też złotym medalistą mistrzostw Azji. Nigdy nie wystąpił na igrzyskach olimpijskich.

## Osiągnięcia
| Rok  | Zawody             | Miasto  | Miejsce | Kategoria | Wynik  |
| ---- | ------------------ | ------- | ------- | --------- | ------ |
| 2013 | Uniwersjada        | Kazań   | 2.      | do 77 kg  | 351 kg |
| 2013 | Mistrzostwa świata | Wrocław | 3.      | do 77 kg  | 355 kg |
| 2014 | Mistrzostwa świata | Ałmaty  | 4.      | do 85 kg  | 381 kg |